# Horacio Llorens
Horacio Llorens Fernández (Madrid, 1 de octubre de 1982) es un deportista español que compite en parapente acrobático, hexacampeón del mundo (2008, 2009, 2010, 2012, 2013 y 2018) y triple medallista en los Juegos Aéreos Mundiales (oro en Turín 2009 y oro y bronce en Dubái 2015). Está considerado como uno de los mejores pilotos de la historia y uno de los deportistas españoles más laureados. Tiene, entre otros, el récord del mundo de giros verticales en el aire.

## Biografía
Nacido en Madrid el 1 de octubre de 1982, de niño se trasladó a Albacete, donde comenzó a practicar el parapente en la escuela de su tío Félix Rodríguez. Con 12 años cumplió su sueño de volar en tándem con su tío Félix a más de 1000 metros de altura. Estudió Magisterio de Educación Física en la Facultad de Educación de Albacete de la Universidad de Castilla-La Mancha.
Con 19 años debutó en la Copa del Mundo de Parapente Acrobático. En 2002 finalizó en segundo lugar en el Red Bull Vértigo en sincronizado junto al argentino Hernán Pitocco. En 2008 se proclamó por primera vez campeón del mundo de parapente acrobático, tanto en individual como por equipos. 
En los Juegos Aéreos Mundiales de la Federación Aeronáutica Internacional (FAI) de 2009, las olimpiadas de los deportes aéreos, en Turín (Italia), logró la medalla de oro en individual. En 2009, 2010, 2012, 2013 y 2018 se volvió a coronar campeón mundial, conquistando el título en seis ocasiones. En los Juegos Aéreos Mundiales de 2015 en Dubái (Emiratos Árabes Unidos) conquistó el bronce en solo y el oro en sincronizado.